# Zoe Karbonopsina
Zoe Karbonopsina (zm. po 920) – cesarzowa bizantyńska, czwarta żona Leona VI Filozofa od 906 roku. Znana również jako Karvounopsina o Carbonopsina „z oczami płonącymi jak żar” (z greckiego: Ζωὴ Καρβωνοψίνα).

## Życiorys
Wywodziła się z arystokracji wojskowej. Jej przodkiem był kronikarz Teofanes Wyznawca. Po śmierci trzeciej żony Leona VI Filozofa stała się jego konkubiną. Urodziła mu prawdopodobnie troje dzieci: Annę (ur. 903), Helenę (ur. 904) i Konstantyna VII Porfirogenetę. W 906 roku Leon VI podniósł Zoe do godności augusty i zawarł z nią małżeństwo. Doprowadziło to do konfliktu z kościołem bizantyńskim. Tetragamia, czyli czwarte małżeństwo nie zostało uznane przez kościół bizantyński. W konsekwencji sporu patriarcha Mikołaj Mistyk utracił stanowisko (907). Ważność małżeństwa natomiast uznało papiestwo. Zaistniała sytuacja doprowadziła również do schizmy w Kościele prawosławnym zwanej „schizmą tetragamii” albo „schizmą czterech wesel”. Następca Leona VI, jego brat Aleksander zesłał Zoe do klasztoru (912). Po śmierci Aleksandra Zoe w 913 roku wróciła do władzy jako regentka w imieniu swojego syna Konstantyna. Jej głównym współpracownikiem był Leon Fokas. Klęski poniesione w walce z Bułgarami (917, 918) oraz niekorzystne porozumienie z Arabami podważyły jej pozycję polityczną. Do władzy doszedł Roman I Lekapen. Zoe została zmuszona do udania się do klasztoru, gdzie wkrótce zmarła.